# 高橋興三
高橋 興三（たかはし こうぞう、1954年8月20日 - ）は日本の技術者、実業家。シャープ株式会社第7代代表取締役社長を務めた。

## 人物・経歴
大阪府出身。1980年静岡大学大学院工学研究科修士課程修了、シャープ入社。複写機事業出身で、2008年から執行役員健康・環境システム事業本部長としてプラズマクラスターの普及を進めた。2010年常務執行役員米州本部長。2012年代表取締役兼副社長執行役員営業担当兼海外事業本部長。2013年代表取締役兼副社長執行役員プロダクトビジネスグループ担当。2013年から代表取締役社長を務め、経営再建にあたったが、巨額赤字を計上し、2016年に鴻海精密工業による買収を受け入れ退任した。